# Art of Fighting 3: The Path of the Warrior
Art of Fighting 3 - The Path of the Warrior (龍虎の拳 外伝?, Ryūko no Ken Gaiden, lett. "Arte della lotta 3 - Il percorso del guerriero") è il terzo e ultimo episodio della trilogia di videogiochi picchiaduro a incontri per il Neo Geo, edito da SNK nel 1996, due anni dopo il predecessore Art of Fighting 2.
È disponibile come porting sul Neo Geo CD e nella raccolta Art of Fighting Collection per PlayStation 2.

## Trama
Poco dopo la fine del torneo, Robert, che aveva continuato a rifiutarsi di succedergli alla guida della Fondazione Garcia, continuò a vivere una vita spensierata come al solito. Un giorno, mentre guidava verso il luogo in cui Yuri lo stava aspettando per un appuntamento, Robert si riunì con la sua amica d'infanzia, Flare Lawrence. Dopo aver ascoltato la complicata storia, Robert si diresse a Grass Hill Valley, una città considerata pericolosa quanto Southtown, per salutarla.
Nel frattempo, Ryo, che aveva sentito Robert al telefono che si stava dirigendo a Grass Hill Valley, era preoccupato che Robert avesse lasciato il suo appuntamento con Yuri per dirigersi nella pericolosa Grass Hill Valley. Nel frattempo, l'agente speciale della Fondazione Garcia, Carman Cole, chiese a Ryo di cercare Robert, e Ryo e Yuri partirono all'inseguimento di Robert.
Tuttavia, a Grass Hill Valley, diversi combattenti si erano radunati per dare la caccia a Robert, Ryo e Flare.

## Modalità di gioco
Art of Fighting 3: The Path of Warrior è un picchiaduro come i precedenti, ma con modifiche e caratteristiche che rimangono invariate. Esso mantiene le "mosse disperate" dei predecessori, come provocazioni, scatti all'indietro, scatti in avanti e indicatori del ki. Tuttavia, la possibilità di sferrare pugni e calci più potenti tenendo premuto un pulsante è stata rimossa. Il titolo emula il gameplay 3D pur rimanendo fedele alle sue radici 2D. Ai personaggi viene data la possibilità di muoversi in avanti mentre attaccano per creare strategie combo. Il sistema di combo è simile a quello dei picchiaduro 3D e consiste principalmente in combo di juggle eseguite semplicemente premendo alcuni pulsanti di attacco consecutivi. C'è una grande enfasi sulle combo di juggle, nonostante siano poco comuni nei giochi 2D. Premere un calcio o un pugno mentre si tiene il joystick in una direzione specifica a volte eseguirà un attacco diverso rispetto a quando il joystick è in posizione neutra. Questi attacchi possono determinare l'andamento dei round e come terminarli. Saltare e attaccare l'avversario sono efficaci con i nemici a terra. Le mosse disperate eseguite sui nemici deboli nel primo round danno come risultato un Ultimate Knock Out che termina automaticamente la lotta.
Oltre a Ryo e Robert presenti in tutta la serie, il cast di personaggi è completamente rinnovato, scelta condivisa anche da Capcom nel 1997 per il suo Street Fighter III: New Generation. Questa volta il giocatore avrà a disposizione dieci personaggi, fra i quali il buffo turista coreano Wang-Koh-San, la karateka Kasumi (figlia di Todo del primo Art of Fighting) e Lenny Preston, armata di frusta (come Whip di The King of Fighters).

### Special Day Birthday Gift
Come molti giochi prodotti dalla SNK anche Art of Fighting 3: The Path of Warrior contiene codici segreti che abilitano funzioni o personaggi nascosti, ma quello contenuto in questo capitolo è particolarmente strano ed unico in tutta la storia dei videogame di combattimento.
In pratica nel giorno del proprio compleanno ogni personaggio è più forte e può eseguire in ogni istante le mosse segrete della disperazione (Super Desperation Moves, SDM) con cui sconfiggere i suoi avversari. Giorno di compleanno riferito alla data di "creazione":
- Kasumi Todoh: 29 marzo
- Wang Koh-San: 17 aprile
- Lenny Creston: 20 maggio
- Carmen Cole: 13 giugno
- Rody Birts: 24 luglio
- Ryo Sakazaki: 2 agosto
- Jim Fuha: 4 settembre
- Tom Wyler: 22 ottobre
- Jane Sinclair: 14 novembre
- Robert Garcia: 25 dicembre

## Accoglienza
I quattro recensori di Electronic Gaming Monthly hanno assegnato ad Art of Fighting 3: The Path of Warrior un punteggio di 5 su 10. Lo hanno criticato per il suo scarso bilanciamento, con la lamentela più grande riguardante i nuovi attacchi Ultra-Cool, poiché sono facili da eseguire, non possono essere bloccati e infliggono una quantità enorme di danni. Hanno inoltre criticato la mancanza di originalità e innovazione del gioco, non riuscendo a distinguersi dalla valanga di titoli di combattimento 2D usciti in quel periodo. Un recensore di Next Generation non ha riscontrato problemi con il succitato bilanciamento, ma ha concordato sul fatto che è "troppo simile a tutti gli altri giochi di combattimento 2D sul mercato". Ha dato alla versione Neo Geo AES tre stelle su cinque. Col senno di poi, Hardcore Gaming 101 ha osservato che "rappresenta un drastico passo avanti rispetto ai suoi predecessori", paragonando la storia di Robert a "un Jekyll e Hyde". Hanno paragonato il gameplay a Virtua Fighter e Tekken, nonostante l'uso della grafica 2D ma la dipendenza dallo stile 3D. Nintendo Life gli ha assegnato un punteggio di 7 su 10, lodando il sistema di combattimento semplice e fedele, ma i cambiamenti che evocano il design 3D. Ci sono state reazioni contrastanti alla modalità storia per la mancanza di filmati ma per la grande quantità di dialoghi che esplorano ogni personaggio. Confrontando i giochi precedenti, il sistema di combattimento è sembrato migliorato rispetto ai precedenti Art of Fighters e per la rifinitura dei nuovi sprite dei personaggi. Il fatto che i giocatori possano ancora ingrandire e rimpicciolire quando si avvicinano ai nemici è stato comunque elogiato dal recensore. In conclusione, lo hanno trovato un gioco accattivante nonostante non fosse all'altezza dei giochi più famosi di SNK, The King of Fighters '98 e Garou: Mark of the Wolves.
Eurogamer ha invece ritenuto che Art of Fighting 3: The Path of Warrior rappresentasse un enorme miglioramento rispetto alla serie, con quest'ultima che ha elogiato la grafica utilizzata per gli sprite dei personaggi e le scene di vittoria. Ha trovato che i nuovi tocchi di gameplay aggiungano valore di rigiocabilità, soprattutto perché le Mosse di Disperazione diventano più strategiche se i giocatori vogliono vincere al primo round. IGN ritiene che il gioco sia il picchiaduro più moderno nella compilation di Art of Fighting grazie ai miglioramenti grafici, soprattutto per un software così vecchio come quello originale. GameSpot ha trovato "molto diverso dai picchiaduro convenzionali" e "incompiuto", ma sembra comunque più unico rispetto ai due giochi precedenti. Hanno paragonato il sistema di combattimento alla serie Tekken di Namco, commentando gli attacchi che non possono essere difesi. Per quanto riguarda il commento incompiuto, il problema riscontrato dal recensore è che solo Ryo e Robert hanno finali veri e propri, mentre gli altri personaggi giocabili sembrano privi di dialoghi.
Secondo Famitsū, la versione per Neo Geo CD vendette oltre 20877 copie nella sua prima settimana sul mercato.